# Tibasosa

Localização de Tibasosa no departamento de Boyacá.

Tibasosa é um município no departamento de Boyacá, na Colômbia.